# Jackson-Weiss-Syndrom
Das Jackson-Weiss-Syndrom ist eine sehr seltene angeborene Erkrankung mit einer Kombination von Wachstumsstörung des Schädels (Kraniosynostose), Unterentwicklung (Hypoplasie) des Mittelgesichtes und Fehlbildung (Synostosen) der Füße.
Die Erkrankung wird nach M. M. Cohen zu den syndromalen Kraniosynostosen gezählt.
Die Bezeichnung bezieht sich auf die Erstbeschreibung von 1976 durch C. E. Jackson, L. Weiss und Mitarbeiter.

## Verbreitung
Die Häufigkeit wird mit unter 1 zu 1.000.000 angegeben, die Vererbung erfolgt autosomal-dominant.

## Ursache
Der Erkrankung liegen Mutationen im Gen des Fibroblasten-Wachstumsfaktor-Rezeptors zugrunde: entweder im FGFR1-Gen auf dem Chromosom 8 am Genort p11.23-p11.22 oder im FGFR2-Gen auf dem Chromosom 10 q26.13.

## Klinische Erscheinungen
Klinische Kriterien sind:
- Kraniosynostose in unterschiedlicher Ausprägung
- Gesichtsdysmorphie mit Exophthalmus und Prognathie
- Schallleitungsschwerhörigkeit bei zwei Drittel
- Synostose am Rück- oder Mittelfuß (tarsal oder metatarsal)
- Verbreiterter Großzeh, oft auch Syndaktylie

Hinzu können Genu valgum und Luftwegsveränderungen kommen.

## Therapie
Die Behandlung erfolgt operativ in mehreren Schritten.